# Парламент Новог Зеланда
Парламент Новог Зеланда (енгл. Parliament of New Zealand, маор. Pāremata Aotearoa) је законодавно тело Новог Зеланда. Чине га Краљица Новог Зеланда и Представнички дом. До 1950. године био је дводоман са Законодавним саветом као горњим домом.
Парламент се физички налази у Велингтону, главном граду Новог Зеланда од 1865. године.